# Letiště Kazaň
Mezinárodní letiště Kazaň (rusky Международный аэропорт Казань, tatarsky Qazan Xalıqara Aeroportı/Казан Халыкара Аэропорты; IATA: KZN, ICAO: UWKD) je mezinárodní civilní letiště, které obsluhuje město Kazaň v Tatarstánu v Rusku.
Letiště se nachází 25 kilometrů jihovýchodně od Kazaně, je největším v Tatarstánu a 15. nejvytíženějším v Rusku.

## Historie
Letiště původně leželo na jiném místě v sovětském okrese blíže centra města. Sloužilo jako hlavní letiště Kazaň od 30. do 80. let. Nové letiště na současném místě bylo otevřeno 15. září 1979 a první let se uskutečnil 15. září 1979 do Soči. Až do 28. září 1984 sloužila obě letiště současně. Původní letiště pod názvem Kazaň 2 bylo tímto datem uzavřeno a na jeho místě se dnes nachází obytná čtvrť Kazaň – XXI století, mezinárodní hipodrom a mrakodrap Azure Heaven. Nové letiště bylo tehdy přejmenováno na Kazaň domácí letiště. Od 21. února 1986 má statut mezinárodního a první mezinárodní let se uskutečnil v květnu 1987. Po pádu SSSR zde vznikla společost Tatarstan Airlines odloučení z Aeroflotu a 26. října 1992 Turkish Airlines začaly provozovat první pravidelný mezinárodní let do Istanbulu. V listopadu 2002 byla přidána nová ranvej.
Modernizace byla oznámena v roce 2008 před konáním letní univerziády v roce 2013. V květnu 2013 začala provoz vlakového spojení Lastočka na Kazaňskou hlavní stanici.

## Popis
Letiště má betonovou runway 1 11/29 o délce 3 750 metrů a šířce 45 metrů.
Terminál 1 má plochu 24 000 m², terminál 1A má plochu 20 000 m², otevřený byl v listopadu 2012.
V roce 2014 Skytrax letišti udělil 4 hvězdy a jmenoval ho nejlepším letištěm v Rusku a SNS. V roce 2017 bylo podle poradenské společnosti Skytrax letiště uznáno jako „Nejlepší regionální letiště v Rusku a SNS“ počtvrté v řadě..
V roce 2017 letiště přepravilo 2,623 mil. cestující, nárůst 37,1% byl nejvyšší mezi 15 největších letišť v Rusku.

## Galerie

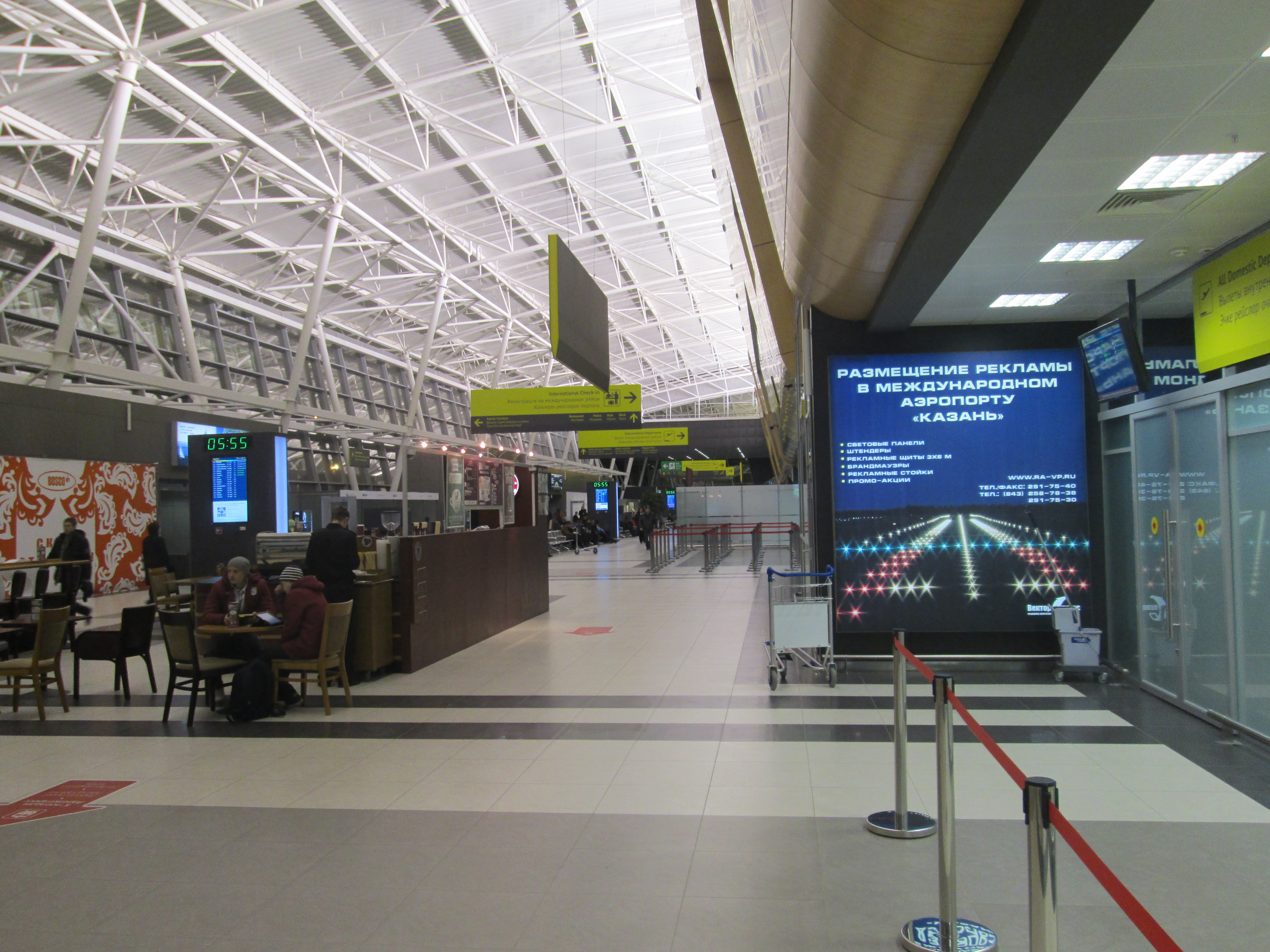
Interiér
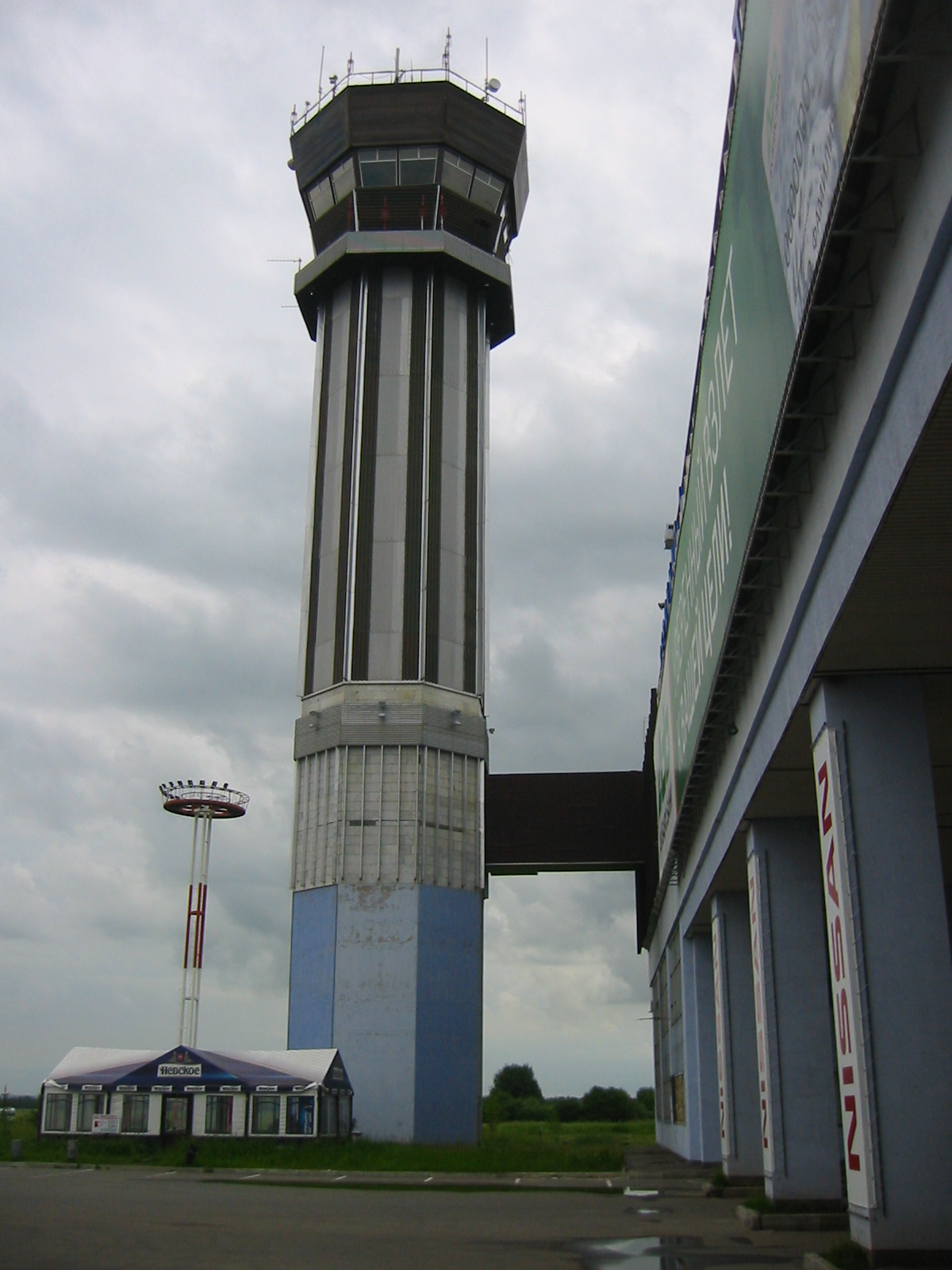
Řídící věž v červnu 2008
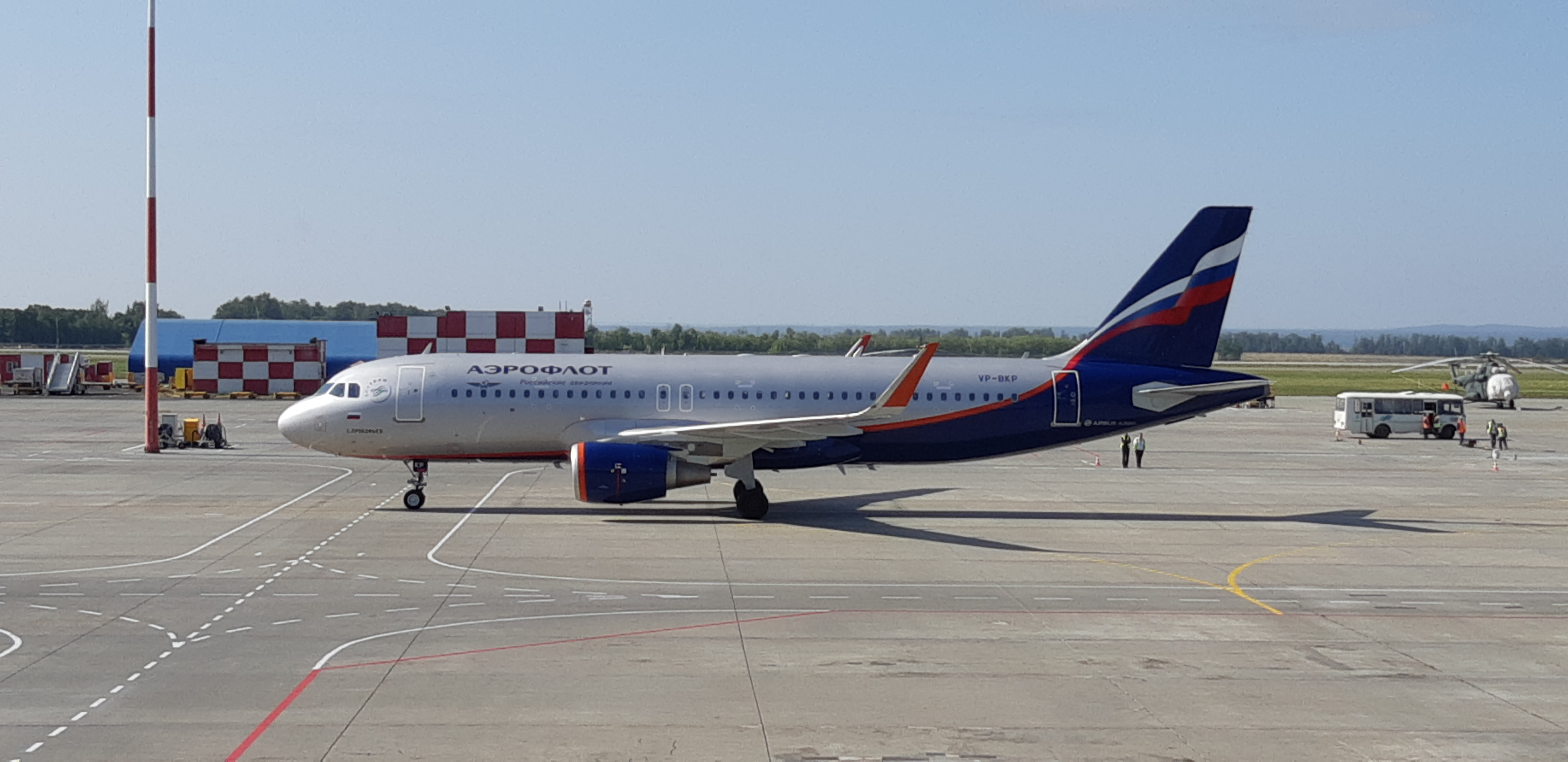
Airbus A320 společnosti Aeroflot
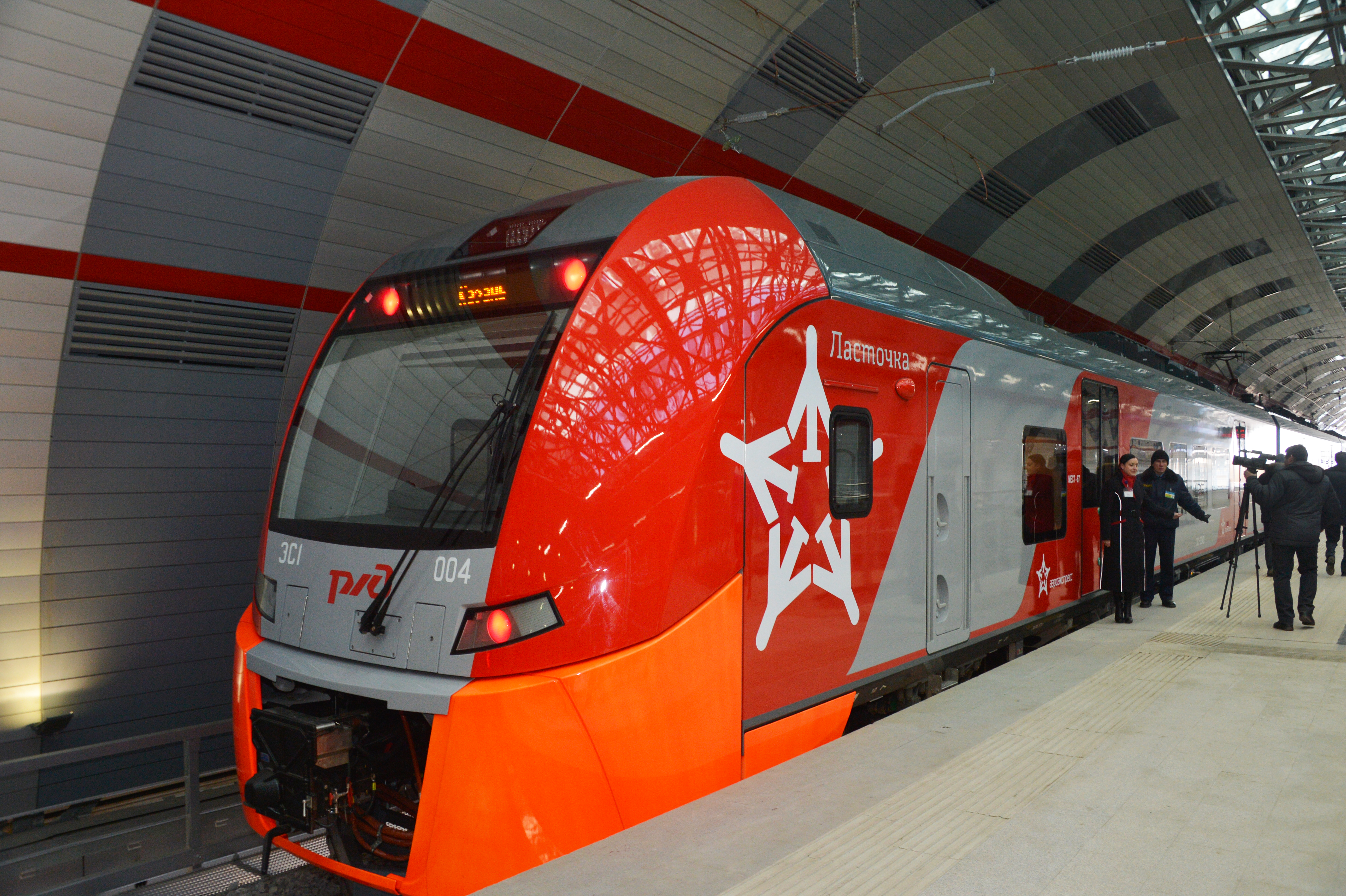
Lastočka